# Gheronato
Gheronato è un termine utilizzato in araldica per indicare lo scudo diviso in gheroni.

## Caratteristiche
Caratteristica del gheronato è di avere le aree triangolari (gheroni) tutte della stessa ampiezza. Taluni indicano questa partizione col termine grembiato. Le varianti più frequenti sono:
- gheronato di 6 pezzi in cui la partizione è formata da due linee oblique cui si aggiunge una linea verticale (gheronato partito) o una linea orizzontale (gheronato troncato);
- gheronato di 8 pezzi formato dalle linee di partizione che danno origine al partito, al troncato, al trinciato ed al tagliato; un caso particolare è rappresentato dal gheronato in croce patente in cui gli otto settori triangolari sono orientati a cavallo delle quattro direzioni araldiche principali;
- gheronato di 10 pezzi in cui la partizione è formata da quattro linee oblique cui si aggiunge una linea verticale (gheronato partito) o una linea orizzontale (gheronato troncato);
- gheronato di 12 pezzi formato da quattro linee oblique cui si aggiungono la linea verticale del partito e quella orizzontale del troncato.

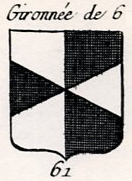
Gheronato d'argento e di rosso (di 6 pezzi)
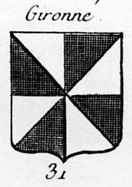
Gheronato d'argento e di nero (di 8 pezzi)
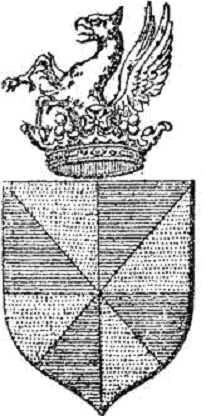
Gheronato d'oro e d'azzurro (di 8 pezzi)
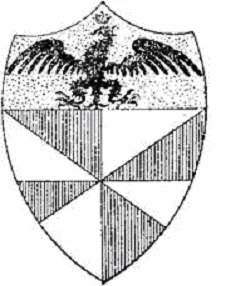
Gheronato di rosso e d'argento (di 8 pezzi)
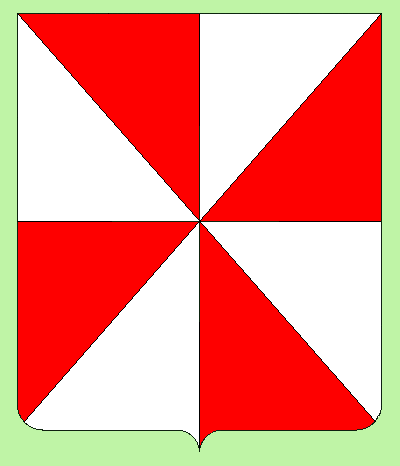
Gheronato di rosso e d'argento (di 8 pezzi)
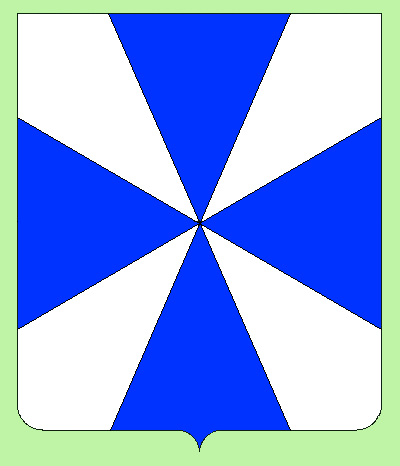
Gheronato in croce patente d'argento e d'azzurro
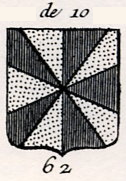
Gheronato d'oro e di rosso (di 10 pezzi)
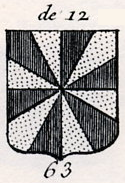
Gheronato di rosso e d'oro (di 12 pezzi)
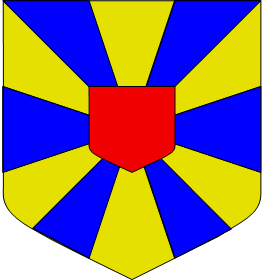
Gheronato d'azzurro e d'oro (di 12 pezzi), allo scudetto in cuore di rosso
Gheronato di rosso e di vaio di 12 pezzi (Belleville-sur-Vie, Francia)
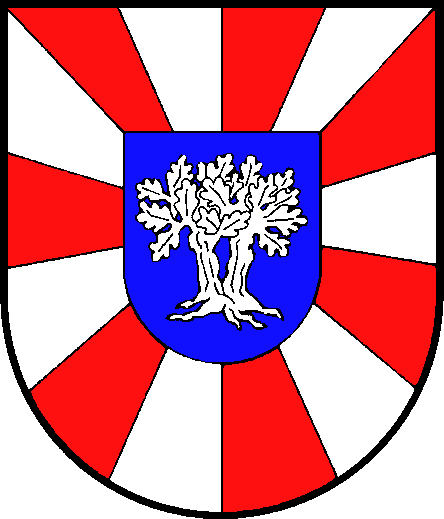
Gheronato di rosso e d'argento (di 14 pezzi), allo scudetto in cuore d'azzurro, caricato di due querce d'argento intrecciate (Amt Hohenwestedt-Land, Germania)
Gheronato d'argento e di rosso di 16 pezzi (Scharbeutz, Germania)